# Mare, em deixes dormir amb un assassí?
Mare, em deixes dormir amb un assassí? (títol original: Mother, May I Sleep with Danger?) és un telefilm estatunidenc dirigit per Jorge Montesi, difós l'any 1996. Ha estat doblat al català.

## Argument
L'amor que Billy Owens té per la seva ex-amiga gira cap a la obsessió, i decideix matar-la amb la finalitat que ningú no pugui posseir-la. Després Billy canvia d'identitat i comença una nova vida sota el nom de Kevin Shane. Laurel, una estudiant seriosa i aplicada, coneix Kevin, el play-boy del campus, del qual cau immediatament enamorada. Laurel, que lluita per lliurar-se de la influència d'una mare possessiva, s'enganxa a Kevin en qui posa tots els seus somnis de felicitat. Però Jessica, la mare de Laurel, no veu aquesta connexió amb bons ulls.

## Repartiment
- Tori Spelling: Laurel Lewisohn
- Ivan Sergei: Billy Jones
- Todd Caldecott: Jackson
- Lochlyn Munro: Kevin Shane
- Lisa Banes: Jessica Lewisohn
- Bryn Erin: Erin
- Suzy Joachim: Detectiu Sandy Unger
- Cheryl Wilson: el conseller d'admissions
- Teryl Rothery: l'entrenador
- Hrothgar Mathews: l'instructor de literatura anglesa